# Durham County – Im Rausch der Gewalt
Durham County – Im Rausch der Gewalt (Originaltitel: Durham County) ist eine kanadische Krimiserie. Zwischen 2007 und 2010 wurden drei Staffeln mit jeweils sechs Folgen produziert. Die deutschsprachige Erstausstrahlung fand auf dem Pay-TV-Sender RTL Crime statt.

## Handlung

### Staffel 1
Nach einer schweren Krebserkrankung seiner Frau Audrey zieht Detective Mike Sweeney zusammen mit seinen Töchtern Maddie und Sadie zurück in seine alte Heimatstadt Durham County, um dort einen Neuanfang zu wagen und seine kaputte Ehe zu retten. Sie ziehen gegenüber von Ray Prager, einem ehemaligen Freund von Mike ein. Die beiden haben sich nach einem Autounfall, der Rays Eishockey-Karriere beendete, entzweit. Mikes erster Fall ist die Ermordung zweier Teenager. Als auch noch Mikes ehemalige Geliebte, die Grundschullehrerin Nathalie Lacroix ermordet wird, wird Mike persönlich in die Ermittlungen hineingezogen. Er versucht alles, um seine Beziehung mit Nathalie geheim zu halten. Währenddessen erwächst in ihm der Verdacht, Ray Prager könnte der Täter sein. Gleichzeitig belasten die Ermittlungen seine Beziehung zu Audrey und seinen Töchtern.
Ray imitiert die Werke eines Psychopathen, der für die Ermordung der Teenager verantwortlich war. Als Fetisch schneidet er seinen Opfern die Haare ab und sammelt diese in einer verlassenen Holzhütte. Getrennt von seiner Frau, die er mehrfach misshandelte, übt er Druck auf seinen eigenen Sohn Ray Jr. aus, der mit Sadie anbandelt. Prager nutzt zudem die Eheprobleme von Mike aus und versucht einen Keil zwischen Mike und Audrey zu treiben. Gleichzeitig versucht er seine Spuren zu verwischen und den Mord Mike in die Schuhe zu schieben.
Am Ende der Staffel gelingt es Sadie, Ray als Täter zu entlarven, doch Ray entführt sie und versucht sie zu vergewaltigen. Mike kommt rechtzeitig und befreit seine Tochter aus Rays Klauen. Ray versucht Mike zu provozieren, indem er Sadie als Druckmittel benutzt. Sadie jedoch schießt auf Ray, der getroffen zu Boden fällt.

### Staffel 2
Ray Prager hat den Schuss von Sadie überlebt und wartet in einem psychiatrischen Krankenhaus auf seinen Prozess. Von einem Selbstmordversuch gezeichnet, versucht er über Freunde von außerhalb Druck auf Mike und Sadie auszuüben. Unterdessen tritt Dr. Pen Verrity in Mikes Leben. Die Polizeipsychologin kam zurück aus einer Beurlaubung, nachdem ihre autistische Tochter vor einem Jahr ertrunken war. Mike verliebt sich in Pen, während er dennoch versucht seine eigene Ehe zu retten. Dabei merkt er nicht, dass Pen ein doppeltes Spiel spielt. Sie selbst ist skrupellos und versucht ihren Sohn von dessen Vater zu entfremden. Immer mehr Beweise deuten auf Pen als Mörderin ihrer Tochter vor einem Jahr hin, doch Mike erkennt die Zeichen nicht. Stattdessen vertraut er ihr seine eigene Tochter an, die Unterstützung braucht, um im bevorstehenden Prozess als Hauptbelastungszeugin gegen Ray Prager auszusagen.
Irgendwann erkennt Mike das doppelte Spiel von Pen und lässt sie observieren. Sadie sagt trotz Einschüchterungsversuchen von Rays ehemaligen Kumpanen vor Gericht aus. Nach einigen Wochen Observation versucht Pen ihren Sohn zu ertränken, dies gelingt ihr jedoch nicht. Sie geht zu Ray in die psychiatrische Klinik und lässt sich von ihm umbringen.

### Staffel 3
Mike ist Mitglied einer Task Force, die Morde aus dem Drogenmilieu am Highway 401 aufklären soll. Sein Partner ist der Ex-Militär Ivan Sujic, dessen Frau Katya verschwunden ist. Zwischen den beiden Männern entwickelt sich eine Freundschaft, die allerdings von einer Morduntersuchung überschattet wird. Mike vermutet, dass Ivans Schwager Miro etwas mit dem Verschwinden von Katya zu tun hat.

## Figuren

### Mike Sweeney
Mike Sweeney ist ein hart arbeitender Detective der Mordkommission. Er ist aufbrausend und leicht provozierbar. Seine Wut projiziert er auf seine Frau, deren Krebserkrankung er nie verkraftet hat. Während dieser Zeit war das Opfer der ersten Staffel, Nathalie Lacroix, seine engste Vertraute. Als seine Frau die Erkrankung überlebte, versuchte Mike seine Ehe zu retten, in dem er einen neuen Ort zum Wohnen suchte. Doch seine eigene Vergangenheit holt ihn ein.

### Audrey Sweeney
Audrey, Mikes Frau, hatte eine Krebserkrankung knapp überlebt. Dabei wurde ihr eine Brust entfernt und sie hatte durch die Chemotherapie alle Haare verloren, die nun langsam nachwachsen. In der ersten Staffel kümmert sie sich vermehrt um die Kinder, während ihre Beziehung zu Mike immer stärker durch die Mordermittlungen und Mikes Unehrlichkeit belastet wird. In der zweiten Staffel reicht sie die Scheidung ein und fängt eine Beziehung mit einem Kollegen an.

### Sadie Sweeney
Mike und Audreys älteste Tochter ist genauso unbeherrscht wie ihr Vater. Sie ist sehr intelligent, mutig und will in die Fußstapfen von Mike treten. Nach den Ereignissen in der ersten Staffel ist sie psychisch stark belastet und hat Angst vor Ray. Gleichzeitig hat sie eine Beziehung mit Ray Jr., die durch die Geschehnisse um dessen Vater sehr schwierig ist.

### Ray Prager
Ray Prager ist ein psychopathischer Triebtäter, der als Fetisch die Haare seiner Opfer behält. Der ehemalige Eishockey-Star der Highschool hat nie verkraftet, dass Mike ihn überfahren hatte und so seine Karriere beendete. Tatsächlich hatte er Mikes Exfreundin gerettet, die Mike überfahren wollte, weil er dachte, sie würde ihn mit Ray betrügen. Rays eigene Ehe ist zerrüttet, seine Frau ausgezogen.

### Ray Prager Jr.
Ray Prager Jr. ist der einzige Sohn von Ray und seiner Frau Tracey. Er ist das genaue Gegenteil von seinem Vater, eher introvertiert und emotional. Für seinen Vater ist er eine Enttäuschung, was dieser ihn mehrfach spüren lässt. Trotz der Taten seines Vaters schwankt er zwischen Zuneigung und Wut auf seinen Vater.

### Dr. Penelope Verrity
Dr. Penelope „Pen“ Verity ist eine forensische Psychiaterin, die für Durham Countys Polizei arbeitet. Seit ihrer Kindheit ist sie traumatisiert, als ihre vier Brüder bei einem Badeunfall ums Leben kamen und ihr Vater wünschte, sie wäre an deren Stelle gestorben. Ihre autistische Tochter, die unter einem Diabetes insipidus litt, hatte sie ertränkt und das Ganze als Unfall dargestellt. Danach hatte sie einen gescheiterten Suizidversuch unternommen. Ihre Ehe wurde durch die Vorfälle belastet, doch Pen gelang es, ihren Mann noch ein Jahr an sie zu binden. Jetzt versucht dieser seinen Sohn Mark zu retten, doch Mike sieht in ihm nur den Vater in einem Scheidungsverfahren und Sorgerechtsprozess, der mit allen Mitteln versucht, seinen Sohn zu bekommen.

### Nebenfiguren
Maddie Sweeneyist die jüngste Tochter von Mike und Audrey. Sie leidet sehr stark unter den Eheproblemen der beiden.
Traci Pragerdie Ehefrau von Ray zieht während der ersten Staffel aus und wird mehrfach von Ray bedroht. Sie ist anfangs sehr unselbstständig, versucht dann aber ihr Leben allein in den Griff zu bekommen. In der zweiten Staffel hat sie ein neues Leben weit entfernt von ihrer Familie begonnen.
Tom Bykovskiist der Partner von Mike und nimmt seinen Konterpart ein. Die beiden haben sehr viele Differenzen, insbesondere was Mikes Ermittlungsmethoden und seine Verstrickungen in die Vorfälle angeht.

## Hintergrund
Durham County entstand nach einer Idee der Produzenten Janis Lundman (Bliss), Adrienne Mitchell und Laurie Finstad-Knizhnik (Bliss, Cold Squad). Als Regisseure konnten Holly Dale und Adrienne Mitchell für die erste Staffel, Adrienne Mitchell, Alain Desrochers und Rachel Talalay für die zweite Staffel gewonnen werden. In der dritten Staffel übernahmen Mitchell und Charles Binamé die Regie. Die Serie, die in Durham County spielt, wurde überwiegend in Montreal gedreht.

## Ausstrahlung
Die erste Staffel wurde im Mai 2007 auf den Sendern The Movie Network und Movie Central das erste Mal ausgestrahlt. In Kanada erhielt die Serie mehrere Preise, so unter anderem fünf Gemini Awards und den Independent Award 2008. Die deutsche Erstausstrahlung der ersten Staffel erfolgte über den Bezahlfernsehsender RTL Crime im Herbst 2008. Die zweite, ebenfalls hochdekorierte Staffel lief in Kanada und den Vereinigten Staaten im Herbst 2009 und in Deutschland ab September 2010. Michelle Forbes, die Darstellerin der Dr. Penelope Verrity, erhielt für ihre Darstellung den Darstellerpreis des Festival de Télévision de Monte-Carlo.

## Episodenliste
| Nummer (gesamt) | Nummer (Staffel) | Originaltitel         | Deutscher Titel | Erstausstrahlung (The Movie Network, Movie Central) | Erstausstrahlung (RTL Crime) |
| 01              | 01               | What Lies Beneath     | Ausbruch        | 7. Mai 2007                                         | 17. September 2009           |
| 02              | 02               | The Lady of the Lake  | Opfer           | 14. Mai 2007                                        | 24. September 2009           |
| 03              | 03               | Divide and Conquer    | Vorbilder       | 21. Mai 2007                                        | 1. Oktober 2009              |
| 04              | 04               | Guys and Dolls        | Vertuschung     | 28. Mai 2007                                        | 8. Oktober 2009              |
| 05              | 05               | Dark Man              | Monster         | 4. Juni 2007                                        | 15. Oktober 2009             |
| 06              | 06               | Life in the Dollhouse | Vernichtung     | 11. Juni 2007                                       | 22. Oktober 2009             |

| Nummer (gesamt) | Nummer (Staffel) | Originaltitel         | Deutscher Titel        | Erstausstrahlung (The Movie Network, Movie Central) | Erstausstrahlung (RTL Crime) |
| 7               | 1                | Little Lost Children  | Verlorene Kinder       | 13. Juli 2009                                       | 8. September 2010            |
| 8               | 2                | Ray Loves Sadie True  | Die Liebe des Monsters | 20. Juli 2009                                       | 15. September 2010           |
| 9               | 3                | The Fish in the Ocean | Versunkene Schuld      | 27. Juli 2009                                       | 22. September 2010           |
| 10              | 4                | Daddy Hurt Mommy?     | Der Vater als Feind    | 3. August 2009                                      | 29. September 2010           |
| 11              | 5                | Boys Do Things        | Mörderische Spiele     | 10. August 2009                                     | 6. Oktober 2010              |
| 12              | 6                | Surviving the Fall    | Das Verderben          | 17. August 2009                                     | 13. Oktober 2010             |

| Nummer (gesamt) | Nummer (Staffel) | Originaltitel              | Deutscher Titel | Erstausstrahlung (The Movie Network, Movie Central) | Deutschsprachige Erstausstrahlung |
| 13              | 1                | Homelands                  |                 | 25. Oktober 2010                                    |                                   |
| 14              | 2                | Family Day                 |                 | 1. November 2010                                    |                                   |
| 15              | 3                | Distance, Hunting and Home |                 | 8. November 2010                                    |                                   |
| 16              | 4                | Survivors                  |                 | 15. November 2010                                   |                                   |
| 17              | 5                | The World Ends             |                 | 22. November 2010                                   |                                   |
| 18              | 6                | Sanctuary                  |                 | 29. November 2010                                   |                                   |

## Auszeichnungen

### Erste Staffel
- Gemini Awards
  - Best Writing in a Dramatic Series (Laurie Finstad-Knizhnik)
  - Best Direction in a Dramatic Series (Holly Dale)
  - Best Performance by an Actor in a Continuing Leading Dramatic Role (Louis Ferreira)
  - Best Performance by an Actress in a Continuing Leading Dramatic Role  (Hélène Joy)
  - Best Sound in a Dramatic Series

- Directors Guild of Canada
  - Direction (Television Series) (Holly Dale)

- Canadian Film and Television Production Association (CFTPA)
  - Indie Award – Best Dramatic Series

### Zweite Staffel
- Gemini Award
  - Best Achievement in Main Title Design (Kevin Chandoo)
  - Best Achievement in Make-Up (Eva Coudouloux und Adrien Morot)

- Festival de Télévision de Monte-Carlo
  - Golden Nymph Award
  - Outstanding Actress (Drama TV Series) (Michelle Forbes)

- Directors Guild of Canada
  - Best Direction (TV Series) (Adrienne Mitchell)
  - Best Production Design (TV Series) (Donna Noonan)